# La Puèja
La Puèja (francès Lapège) és un municipi francès situat al departament de l'Arieja i a la regió d'Occitània.